# 에릭 킬몽거
에릭 킬몽거(Erik Killmonger)는 마블 코믹스의 《블랙 팬서》 시리즈에 등장하는 슈퍼빌런이다. 2018년 개봉한 영화 《블랙 팬서》에서는 마이클 B. 조던이 배역을 맡았다.